# Tefachot
Tefachot (hebrejsky טְפָחוֹת‎, v oficiálním přepisu do angličtiny Tefahot) je vesnice typu mošav v Izraeli, v Severním distriktu, v Oblastní radě Merom ha-Galil.

## Geografie
Leží cca 32 kilometrů východně od břehů Středozemního moře a cca 10 kilometrů západně od Galilejského jezera na východním okraji svahů Dolní Galileji v nadmořské výšce 92 metrů. Je situována nad údolím, jímž protéká Národní rozvaděč vody.
Mošav se nachází cca 105 kilometrů severovýchodně od centra Tel Avivu, cca 42 kilometrů severovýchodně od centra Haify a cca 12 kilometrů jihozápadně od Safedu. Tefachot obývají Židé, přičemž osídlení v tomto regionu je etnicky smíšené. Tefachot se nachází na jižním okraji města Maghar, které obývají izraelští Arabové a Drúzové. Další lidnatá arabská sídla leží na západě (Dejr Chana) a jihozápadě (Ajlabun). Židovské osídlení převládá na východní a severovýchodní straně.
Obec Tefachot je na dopravní síť napojena pomocí místní komunikace vedoucí skrz předměstí Magharu k lokální silnici číslo 806.

## Dějiny
Vesnice Tefachot byla založena roku 1980 v rámci programu Micpim be-Galil, který na přelomu 70. a 80. let 20. století znamenal výstavbu několika desítek nových židovských vesnic v oblasti Galileji a jehož cílem bylo posílit židovské demografické pozice v tomto regionu a nabídnout bydlení na venkově s předměstským životním stylem. Tefachot poskytla bydlení pro mladou generaci rodáků z mošavů v tomto regionu, kteří již ve svých domovských vesnicích neměli půdu a prostor k životu. Zakladatelé vesnice patřili k nábožensky orientované organizaci ha-Po'el ha-Mizrachi.
V Tefachot je k dispozici zařízení předškolní péče o děti. Základní škola je v obci Hoša'aja. Místní ekonomika je zčásti založena na zemědělství. Část obyvatel za prací dojíždí. Vesnice má výhledově projít další stavební expanzí o 138 bytových jednotek.

## Demografie
Obyvatelstvo Tefachot je nábožensky orientované. Podle údajů z roku 2014 tvořili populaci v Tefachot Židé (včetně statistické kategorie "ostatní", která zahrnuje nearabské obyvatele židovského původu ale bez formální příslušnosti k židovskému náboženství).
Jde o menší sídlo vesnického typu s dlouhodobě rostoucím počtem obyvatel. K 31. prosinci 2014 zde žilo 465 lidí. Během roku 2014 populace klesla o 1,1 %.
| Rok            | 1983 | 1995 | 2001 | 2003 | 2004 | 2005 | 2006 | 2007 | 2008 | 2009 | 2010 | 2011 | 2012 | 2013 | 2014 |
| -------------- | ---- | ---- | ---- | ---- | ---- | ---- | ---- | ---- | ---- | ---- | ---- | ---- | ---- | ---- | ---- |
| Počet obyvatel | 94   | 194  | 259  | 256  | 265  | 280  | 308  | 325  | 331  | 403  | 409  | 442  | 454  | 470  | 465  |